# Odmowa odbycia służby wojskowej
Odmowa odbycia służby wojskowej – jedno z podstawowych praw człowieka (wolność sumienia i wyznania). Odmawiającego odbycia obowiązkowej służby wojskowej z powodów religijnych, moralnych lub etycznych nazywa się obdżektorem.

## Tło historyczne
Odmowa pełnienia służby wojskowej, pochodzącej z obowiązkowego poboru, występowała w wielu społeczeństwach i kulturach. Podstawa ze względu na przekonania poświadczona została już w Cesarstwie Rzymskim. Żydzi odmawiali służby w armii, ponieważ zakładała ona złożenie przysięgi, w której uznana była boskość cezara. Również pierwsi chrześcijanie odmawiali służby wojskowej powołując się na ewangeliczne zasady miłości, nakazy miłowania nieprzyjaciół. W Europie odmowa służby wojskowej występuje zwłaszcza od XVI wieku, w związku z rozwojem protestanckich grup religijnych, głoszących bezwarunkowy pacyfizm (tzw. pacyfizm chrześcijański) (np. mennonici, bracia polscy, amisze, huteryci, szwenkfeldyści, tzw. Kościoły pacyfistyczne). Kolejny impuls do rozwoju tej formy obywatelskiego nieposłuszeństwa dało oświecenie i rozwój pojęcia praw człowieka.
W Azji (współcześnie na wszystkich kontynentach) idee pacyfizmu głoszą takie religie jak hinduizm i buddyzm (które doktrynalnie ograniczają uczestnictwo w wojnie tylko do wydzielonych grup ludności i potępiają odbieranie życia i wszelką przemoc).
W Europie od wieków dominował negatywny stosunek do osób odmawiających służby wojskowej (poza duchownymi); określano ich mianem „zdrajców” i „tchórzy”. Regułą było surowe represjonowanie takich osób, stosowanie kary śmierci, więzienia i tortur. Państwa europejskie zmuszały do emigracji (głównie do Stanów Zjednoczonych) te grupy religijne, które głosiły pacyfizm. W rezultacie obecnie większość takich grup wyznaniowych występuje w Europie w stopniu marginalnym.
Na świecie dopiero w XX wieku nastąpiło prawne uznanie odmowy odbycia służby wojskowej jako jednego z podstawowych praw człowieka (wolność sumienia i wyznania). Komisja Praw Człowieka ONZ wezwała w rezolucjach z 1987 i 1989 roku do powszechnego uznania prawa do odmowy służby wojskowej ze względów sumienia. Parlament Europejski w rezolucji z 1989 roku wezwał do zagwarantowania poborowym takiego prawa ze względów sumienia i uznania, że indywidualne motywacje poborowego powinny wystarczyć do uzyskania odpowiedniego statusu. Komitet Ministrów Rady Europy w 1987 roku wydał zalecenia dla państw członkowskich Rady Europy, zawierające zasady i reguły, które stanowią punkt odniesienia dla rozwiązań legislacyjnych w państwach członkowskich.
Jedną z największych grup religijnych, konsekwentnie odmawiających pełnienia służby wojskowej, są Świadkowie Jehowy. Z tego powodu w Singapurze są skazywani na karę pozbawienia wolności. Równocześnie w większości krajów świata podyktowana sumieniem odmowa służby wojskowej jest uznawana jako wystarczający powód do niepowoływania do tej służby, a odmawiający jej nie są karani. W krajach tych na mocy ustawodawstwa zazwyczaj albo obowiązuje zawodowa służba wojskowa, albo wprowadzono alternatywną służbę cywilną, której podlegają świadkowie Jehowy.

## Sytuacja współczesna
Mimo faktu, że organizacje międzynarodowe (ONZ, Rada Europy) popierają prawo do odmowy służby wojskowej z powodów światopoglądowych, jako jedno z praw człowieka, to prawo to ciągle nie jest uznawane w wielu krajach. Na około 100 państw z obowiązkową służbą wojskową zaledwie 30 uznaje prawo do odmowy odbycia tej służby (z tego 25 państw europejskich). W Europie tylko Grecja, Cypr, Turcja, Rosja i Finlandia nie mają prawnych regulacji tego problemu na czas wojny. Niemcy uznają prawo do odmowy służby wojskowej za prawo konstytucyjne. Obecnie obserwuje się w Europie stały wzrost liczby osób (tzw. obdżektorów), odmawiających służby wojskowej (np. w Niemczech z 1% do prawie 50% w 2003 roku).
Kraje pozaeuropejskie, przede wszystkim te znajdujące się w stanie wojny, surowo karzą osoby odmawiające służby wojskowej.

### Polska
Polska represjonowała osoby o poglądach pacyfistycznych, a przede wszystkim grupy religijne, głoszące takie poglądy, m.in. z tego powodu jedyną grupą wyznaniową przymusowo wydaloną z Polski byli pacyfistyczni bracia polscy w 1658 roku. Sytuacja nie uległa zmianie w okresie międzywojennym, a także w PRL, która przymusowo wcielała do wojska lub karała więzieniem wszystkich mężczyzn, domagających się zwolnienia ze służby wojskowej z powodów religijnych lub światopoglądowych (z wyjątkiem duchownych, przede wszystkim wyświęconych księży katolickich, jednocześnie jednak do Ludowego Wojska Polskiego wcielano kleryków). W drugiej połowie lat 80. XX w. osoby odmawiające odbycia służby wojskowej współtworzyły Ruch Wolność i Pokój. Co roku ze względu na odmowę pełnienia służby wojskowej kary więzienia odbywało około 300–350 Świadków Jehowy w Polsce. Wyroki skazujące związane z odmową pełnienia służby w wojsku zaprzestano wydawać w Polsce w 1988 roku.
Złagodzenie tej postawy nastąpiło w III Rzeczypospolitej, która uznaje prawo niektórych osób do odmawiania służby wojskowej, głównie z powodów religijnych. W Polsce prawo do odmowy odbycia służby wojskowej jest prawem konstytucyjnym. Wynika bezpośrednio z art. 85 ust. 3 Konstytucji RP z 1997 r. stanowiącego, że osoba, której przekonania religijne nie pozwalają na służbę wojskową, kierowana jest do odbycia obowiązkowej służby zastępczej.
Jeszcze w 1994 r. i 1995 r. osoby sprzeciwiające się obowiązkowej służbie wojskowej w Polsce nadal przebywały w więzieniu przez okres roczny (podobnie jak za czasów PRL-owskich) i były uznawane przez Amnesty International za więźniów sumienia (w tych latach AI szacowała liczby takich więźniów na kilku rocznie); jedna osoba w 1999 r. była aresztowana za odmowę służby wojskowej i zastępczej sprzed dwóch lat. Pobór przymusowy w Polsce zniesiono w 2009 r.
Po zawieszeniu obowiązkowego poboru wystarczy ustna odmowa odbycia służby wojskowej przed komisją poborową. Poborowy zostaje wtedy z urzędu przeniesiony do rezerwy.

### Sytuacja w innych krajach
- Armenia uznaje prawo do odmowy służby wojskowej. Po wyrokach Europejskiego Trybunału Praw Człowieka w roku 2011 i 2012 została wprowadzona alternatywna służba cywilna[potrzebny przypis].
- Azerbejdżan nie uznaje odmowy służby wojskowej z powodów religijnych czy etycznych. Taka odmowa karana jest zawsze więzieniem. W 2001 roku Azerbejdżan przystąpił do Rady Europy, zobowiązując się do wprowadzenia od stycznia 2003 roku cywilnej służby zastępczej dla osób odmawiających odbywania służby wojskowej ze względów religijnych.[potrzebny przypis]
- Belgia przyznała obdżektorom możliwość odbycia służby zastępczej dopiero w 1963 roku. W 1994 roku zniesiono przymusowy pobór do wojska[potrzebny przypis].
- W 1999 roku czeski Trybunał Konstytucyjny w Brnie wydał orzeczenie, stwierdzające, że nie można dwa razy skazywać tej samej osoby za zgodną z jej sumieniem odmowę pełnienia służby wojskowej.[potrzebny przypis]
- Erytrea nie uznaje prawa do odmowy służby wojskowej. Przed wprowadzeniem obowiązkowej służby wojskowej władze Erytrei umożliwiały odbycie cywilnej służby zastępczej.[potrzebny przypis]
- Finlandia uznaje prawo do odmowy oraz do służby zastępczej tylko w okresie pokoju od 1931 roku. W praktyce często było ono nierespektowane. Na skutek egzekucji pacyfisty (Arndt Pekurinen), dodatkowo zagwarantowane w 1941. Brak gwarancji prawnych w przypadku wojny. Około 10% poborowych wybiera służbę zastępczą.[potrzebny przypis]
- Francja przyznała obdżektorom prawo do odbywania służby zastępczej dopiero w 1963. Od 2001 zniesiono przymusowy pobór do wojska[1].
- W Hiszpanii prawo do odmowy zagwarantowane konstytucyjnie w 1978. Tzw. insumisos są kierowani do służby zastępczej[1].
- 23 maja 2024 roku w Kazachstanie uprawomocniło się postanowienie sądu związane z potwierdzeniem prawa dotyczące odmowy służby wojskowej ze względu na osobiste przekonania religijne[potrzebny przypis].
- Kirgistan uznaje prawo do odmowy służby wojskowej[potrzebny przypis].
- Trybunał Konstytucyjny Korei i Koreańska Krajowa Komisja Praw Człowieka (NHRC) wezwały rząd Korei Południowej do stworzenia zastępczej służby cywilnej. Kwestia ta była rozpatrywana przez koreański Trybunał Konstytucyjny 11 listopada 2010, który stwierdził, że kierowanie osób uchylających się od ćwiczeń wojskowych sił rezerwy oraz służby wojskowej, narusza ich wolność sumienia. Rozprawy w Sądzie Konstytucyjnym w Seulu i 488 przypadków skarg, wniesionych do Komisji Praw Człowieka ONZ (UHRC), (która stwierdziła, że Republika Korei Południowej naruszyła zobowiązania, wynikające z 18 artykułu Międzynarodowego Paktu Praw Obywatelskich i Politycznych) doprowadziły do tego, że 24 marca 2011 komisja UNHRC orzekła po raz trzeci, że Korea Południowa pogwałciła zapis ICCPR, aresztując osoby, postępujące zgodnie ze swoim sumieniem. Pomimo tego międzynarodowego uznania praw osób, uchylających się od służby wojskowej ze względu na sprzeciw sumienia, orzeczenie koreańskiego Sądu Najwyższego z 30 sierpnia 2011 pozwalało na (jako niesprzeczne z Konstytucją) dalsze więzienie koreańskich obywateli, odmawiających pełnienia służby wojskowej ze względu na sprzeciw sumienia.[potrzebny przypis]
- W Stanach Zjednoczonych od 1 lipca 1973 formalnie zniesiono powszechny i obowiązkowy pobór do wojska; istnieje tylko ochotnicza, zawodowa armia. Jednak od 1980 przywrócono możliwość wprowadzenia takiego poboru w razie konieczności (prowadzona jest rejestracja wszystkich potencjalnych poborowych w Selective Service System). Wobec odmawiających odbycia służby wojskowej istnieje niejasna sytuacja prawna. Od lat 30. XX wieku praktykuje się zwolnienie wyznawców radykalnych pacyfistycznych grup religijnych (amisze, huteryci) ze służby wojskowej oraz służby zastępczej, a także świadków Jehowy ze służby wojskowej. Chociaż Sąd Najwyższy uznał w 1965 i 1970 prawo do odmowy służby wojskowej z powodów innych niż religijne, to wątpliwości budzi respektowanie tego prawa w czasie wojny (każda prośba o zwolnienie ze służby w wojsku musi być starannie umotywowana)[potrzebny przypis].
- Tadżykistan nie uznaje prawa do odmowy odbycia służby wojskowej. Pomimo tego, że prawo tadżyckie dotyczące służby wojskowej umożliwia zastąpienie jej alternatywną służbą cywilną, Biuro Prokuratury Wojskowej stwierdziło, że nie jest ona dostępna w Tadżykistanie, ponieważ nie została wdrożona przez rząd[potrzebny przypis].
- Tajwan od roku 2000 umożliwia osobom odmawiającym odbycia służby wojskowej skorzystanie z alternatywnej służby cywilnej.[potrzebny przypis]
- Turcja nie uznaje odmowy służby wojskowej z powodów religijnych czy etycznych. Taka odmowa karana jest zawsze więzieniem[potrzebny przypis].
- Turkmenistan nie uznaje prawa do odmowy służby wojskowej[potrzebny przypis].
- 23 czerwca 2015 roku Wyższy Sąd Specjalistyczny Ukrainy do spraw Cywilnych i Karnych potwierdził, że osoby odmawiające pełnienia służby wojskowej ze względu na sumienie mają prawo ubiegać się o alternatywną służbę cywilną nawet podczas niepokojów społecznych i wojny[potrzebny przypis].
- Podczas I wojny światowej, w marcu 1916 roku, po raz pierwszy w Wielkiej Brytanii przeprowadzono obowiązkowy pobór nieżonatych mężczyzn w wieku od 18 do 40 lat jednocześnie wprowadzając zwolnienie ze służby osobom, których postawa opierała się na „przekonaniach religijnych lub moralnych”. Prawo nie zawsze umożliwiało zwolnienie ze służby osobom odmawiającym pełnienia służby wojskowej. W 1916 roku osoby, którym nie przyznano zwolnienia umieszczano w więzieniach w Dartmoor lub w Richmond[potrzebny przypis].